# Phyllocnistis lucernifera
Phyllocnistis lucernifera là một loài bướm đêm thuộc họ Gracillariidae, known from Maharashtra, Ấn Độ. Ấu trùng ăn Maharashtra. Chúng ăn lá nơi chúng làm tổ.